# Фудбалски савез Венецуеле
Фудбалски савез Венецуеле (шп. Federación Venezolana de Fútbol FVF) је главно тело фудбала у Венецуеле. Основано је 19. јуна, 1895. године. Први председник је био Хуан Хонес Пара (Juan Jones Parra). Фудбалски савез Венецуеле надгледа сва фудбалска такмичења у Венецуели, аматерска и професионална.
Савез је основан 1925. године и озваничен 1952. године. Члан КОНМЕБОЛа је постао 1953. а члан ФИФЕ 1952. године.